# Грађанска драма
Грађанска драма (франц. drame bourgeois) је позоришни жанр створен у XVIII веку на принципу који су развили Мариво, Дидро и Бомарше. Грађанска драма се даје као посредник између комедије и трагедије, у којој се појављују ликови из буржоазије. Она истражује природност на штету веродостојности какву је установио класицизам. 

## Порекло
Грађанска драма одговара на нови укус века који напушта трагедију и више не цени велики смех фарсе. Концепт није нов јер је Жан Бретог (Jean Bretog), својом „Француском трагедијом” (Tragédie française) из 1571, наводно већ „пре Дидроа створио грађанску трагедију”. „Плачљива комедија” (La comédie larmoyante) коју је написао Пјер-Клод Нивел де Ла Шосе (Pierre-Claude Nivelle de La Chaussée) је Дидроу припремила пут, изражавајући његов двоструки циљ: да покрене гледаоца и задовољи његове моралне захтеве.
У свом спису „Разговори о Ванбрачном сину” (« Entretiens sur Le Fils naturel »), Дидро први пут говори о грађанској драми, коју назива „озбиљним жанром”.

## Одлике
Иако је истовремено и комедија и трагедија, грађанска драма не меша жанрове, већ од њих позајмљује више начина тона. Дидро истиче колико би било недоследно мешати, у истој композицији, нијансе комичног и трагичног жанра: „Добро упознајте склоност својих тема и својих ликова”, саветује он ауторима, „и следите је...”  
Грађанска драма се такође одликује: 
- одбијање јединства времена и места;
- преимућство истине над веродостојношћу;
- велика блискост са забринутошћу времена;
- значај емпатије да би се изазвала дидактичка функција кроз емоцију;
- прелаз са приказивања ликова на друштвене околности;
- романескни дух;
- извесна склоност ка патетици и преувеличавању;
- важност пантомиме.

Са сценске тачке гледишта, грађанска драма је 1759. напредовала захваљујући уклањању клупа одређених за публику које су налазиле на сцени. Такође, разграничење између сцене и гледалаца постало веће. Ово разграничење је наглашено и присуством рама и завесе. Поред тога, украси су направљени са великим стремљењем ка реализму (гледалиште) и под је благо нагнут да нагласи то гледалиште. 
Нагласак је такође и на глумцима. Према Дидроу, није природно у великим тренуцима емоције рецитовати неки лирски текст. Он верује у врлине пантомиме, односно пре у делању, него у речима у тим изразитим тренуцима. Дидро такође скицира једну од првих теорија о глумцу.   
На неколико тачака, грађанска драма је у великој мери утицала на популарни жанр мелодраме у XIX веку.

## Повезана дела
- Џорџ Лило, „Лондонски трговац” из 1731. (George Lillo, "The London Merchant")
- Мариво, „Мајка повереница” из 1735. (Marivaux, « La Mère confidente »)
- Едвар Мур, „Гејмстер” из 1753. (Edward Moore, "The Gamester")
- Лесинг, „Госпођица Сара Сампсон” из 1755. и „Емилија Галоти” из 1772. (Lessing, „Miss Sara Sampson“, et „Emilia Galotti“)
- Мариво, „Верна жена” из 1755. (Marivaux, « La Femme fidèle »)
- Дени Дидро, „Ванбрачни син” из 1757, „Отац породице” из 1758, и „Парадокс о глумцу”, есеј објављен 1830. (Denis Diderot, « Le Fils naturel », « Le Père de famille », et « Paradoxe sur le comédien », essai)
- Седен, „Филозофија без знања” из 1765. (Sedaine, « La Philosophie sans le savoir »)
- Бомарше, „Мајка кривац” из 1792. (Beaumarchais, « La Mère coupable »)